# Żachy-Pawły (osada leśna)
Żachy-Pawły – dawna osada leśna w Polsce, położona w województwie mazowieckim, w powiecie ostrowskim, w gminie Małkinia Górna.
W latach 1975–1998 miejscowość administracyjnie należała do województwa ostrołęckiego.
Nazwę zniesiono z 2023 r.